# Sean Kuraly
Sean Kuraly, född 20 januari 1993, är en amerikansk professionell ishockeyforward som är kontrakterad till NHL-organisationen Boston Bruins och spelar för deras primära samarbetspartner Providence Bruins i American Hockey League (AHL). Han har tidigare spelat på lägre nivåer för Miami Redhawks (Miami University) i National Collegiate Athletic Association (NCAA) och Indiana Ice i United States Hockey League (USHL).
Kuraly draftades i femte rundan i 2011 års draft av San Jose Sharks som 133:e spelare totalt.

## Statistik
| 2008–2009   | Ohio Blue Jackets      | T1EHL       | 49  | 18 | 31 | 49  | —   | —  | — | — | — | —  |
| 2009–2010   | Ohio Blue Jackets      | T1EHL       | 37  | 19 | 30 | 49  | 24  | —  | — | — | — | —  |
|             | U.S. National U17 Team |             | 4   | 0  | 1  | 1   | 2   | —  | — | — | — | —  |
|             | Indiana Ice            | USHL        | 5   | 1  | 2  | 3   | 0   | —  | — | — | — | —  |
| 2010–2011   | Indiana Ice            | USHL        | 51  | 8  | 21 | 29  | 45  | —  | — | — | — | —  |
| 2011–2012   | Indiana Ice            | USHL        | 54  | 32 | 38 | 70  | 48  | 6  | 3 | 3 | 6 | 8  |
| 2012–2013   | Miami Redhawks         | NCAA        | 40  | 6  | 6  | 12  | 41  | —  | — | — | — | —  |
| 2013–2014   | Miami Redhawks         | NCAA        | 38  | 12 | 17 | 29  | 59  | —  | — | — | — | —  |
| 2014–2015   | Miami Redhawks         | NCAA        | 40  | 19 | 10 | 29  | 38  | —  | — | — | — | —  |
| 2015–2016   | Miami Redhawks         | NCAA        | 36  | 6  | 17 | 23  | 39  | —  | — | — | — | —  |
| 2016–2017   | Boston Bruins          | NHL         | 2   | 0  | 0  | 0   | 0   | —  | — | — | — | —  |
|             | Providence Bruins      | AHL         | 10  | 0  | 2  | 2   | 9   | —  | — | — | — | —  |
| NHL totalt  | NHL totalt             | NHL totalt  | 2   | 0  | 0  | 0   | 0   | —  | — | — | — | —  |
| AHL totalt  | AHL totalt             | AHL totalt  | 10  | 0  | 2  | 2   | 9   | —  | — | — | — | —  |
| NCAA totalt | NCAA totalt            | NCAA totalt | 154 | 43 | 50 | 93  | 177 | —  | — | — | — | —  |
| USHL totalt | USHL totalt            | USHL totalt | 110 | 41 | 61 | 102 | 93  | 11 | 4 | 4 | 8 | 12 |